# Ptolemeu (filòsof platònic)
Ptolemeu fou un filòsof platònic, d'origen grec, que va viure probablement al segle iii i és esmentat per Proclus a la seva obra sobre els diàlegs de Timeu de Plató.